# Hansi Müller
Hans-Peter "Hansi" Müller (Stuttgart, 27 de julio de 1957) es un exfutbolista alemán. Ambos de sus padres eran sajones de Transilvania que fueron expulsados de su tierra natal por la Unión Soviética. 

## Trayectoria
Comenzó su carrera en el VfB Stuttgart, en 1975. El club participaba en ese entonces en la 2. Bundesliga, pero en 1977 ascendió a la Bundesliga. Fue parte de ese equipo hasta 1982, jugando 186 partidos antes de ser transferido al F.C. Internazionale Milano. Allí jugó dos temporadas hasta pasar al Como, donde jugó la temporada 1984/85. Su último club fue el FC Swarovski Tirol, club en el que estuvo desde 1985 a 1990.
Müller jugó 42 partidos con la selección alemana entre 1978 y 1983, en los que convirtió 5 goles. Participó de la Copa Mundial de Fútbol de 1978, la Copa Mundial de Fútbol de 1982 y la Eurocopa 1980, en la cual se consagró campeón.

## Clubes
| Club                       | País             | Año       |
| -------------------------- | ---------------- | --------- |
| VfB Stuttgart              | Alemania Federal | 1975-1982 |
| F.C. Internazionale Milano | Italia           | 1982-1984 |
| Como                       | Italia           | 1984-1985 |
| FC Swarovski Tirol         | Austria          | 1985-1990 |

## Palmarés

### Torneos internacionales
- Eurocopa: 1980.

### Distinciones individuales
- Trofeo Bravo: 1980.